# Циньчэн (тюрьма)
Тюрьма Циньчэн (кит. трад. 秦城監獄, упр. 秦城监狱, пиньинь Qínchéng Jiānyù) — тюрьма в районе Чанпин Пекина.
Это единственная тюрьма КНР, которая находится в ведении Министерства общественной безопасности, а не Министерства юстиции. Её неофициально называют «первой тюрьмой Китая», «тюрьмой №1» (中国第, 监狱).
Тюрьма была построена в 1954-1958 годах. Первоначально было построено четыре трехэтажных корпуса. В 1967 году было построено ещё шесть тюремных корпусов. Тюрьма также включает рабочие цеха и поля для принудительных сельскохозяйственных работ. Архитектор тюрьмы Фэн Цзипин позднее сам стал её заключенным по обвинению в государственной измене.
В этой тюрьме содержались многие политические заключённые. Во времена «Культурной революции» в неё помещали высокопоставленных «врагов народа». В этой тюрьме содержались вдова китайского лидера Мао Цзэдуна Цзян Цин, десятый панчен-лама Тибета Чокьи Гьялцен, правозащитник Вэй Цзиншэн, арестованные после протестов на площади Тяньаньмэнь в 1989 году. Бывшие заключённые тюрьмы рассказывали о постоянном голоде и побоях. 
В настоящее время тюрьма Циньчэн известна прежде всего как место содержания бывших высокопоставленных партийных и государственных деятелей КНР, осуждённых по обвинению в коррупции (Чжоу Юнкан, Бо Силай, Лин Цзихуа, Го Босюн и другие). Для них предусмотрен ряд привилегий: они могут носить свою одежду, а не тюремную униформу, могут смотреть телевизор с двух часов дня до девяти вечера и пить молоко на завтрак. Обеды для них готовит повар одной из местных гостиниц. Очевидцы утверждают, что для некоторых готовили даже суп из акульих плавников. После каждого приема пищи привилегированным заключённым выдают по яблоку.